# 法泰赫普尔乔拉西
法泰赫普尔乔拉西（Fatehpur Chaurasi），是印度北方邦Unnao县的一个城镇。总人口5424（2001年）。

## 人口
该地2001年总人口5424人，其中男性2848人，女性2576人；0—6岁人口926人，其中男521人，女405人；识字率52.32%，其中男性为60.29%，女性为43.52%。